# 酋家鼠屬
酋家鼠屬（学名：Paruromys）为哺乳綱、囓齒目、鼠科的一屬哺乳动物。而與酋家鼠屬（酋家鼠）同科的動物尚有弗洛雷斯長鼻鼠屬（弗洛雷斯長鼻鼠）、溝齒澤鼠屬（溝齒澤鼠）、新幾內亞水鼠屬（朱脅水鼠）、粗毛水鼠屬（粗毛水鼠）等之數種哺乳動物。

## 下属物种
本属包括以下物种：
- 酋家鼠 Paruromys dominator (Thomas, 1921)